# LAMTOR2
LAMTOR2 (англ. Late endosomal/lysosomal adaptor, MAPK and MTOR activator 2) – білок, який кодується однойменним геном, розташованим у людей на 1-й хромосомі. Довжина поліпептидного ланцюга білка становить 125 амінокислот, а молекулярна маса — 13 508.
| 10         |  | 20         |  | 30         |  | 40         |  | 50         |
| ---------- |  | ---------- |  | ---------- |  | ---------- |  | ---------- |
| MLRPKALTQV |  | LSQANTGGVQ |  | STLLLNNEGS |  | LLAYSGYGDT |  | DARVTAAIAS |
| NIWAAYDRNG |  | NQAFNEDNLK |  | FILMDCMEGR |  | VAITRVANLL |  | LCMYAKETVG |
| FGMLKAKAQA |  | LVQYLEEPLT |  | QVAAS      |  |            |  |            |

A: Аланін

C: Цистеїн

D: Аспарагінова кислота

E: Глутамінова кислота

F: Фенілаланін

G: Гліцин

I: Ізолейцин

K: Лізин

L: Лейцин

M: Метіонін

N: Аспарагін

P: Пролін

Q: Глутамін

R: Аргінін

S: Серин

T: Треонін

V: Валін

W: Триптофан

Задіяний у такому біологічному процесі, як альтернативний сплайсинг. 
Локалізований у мембрані, лізосомі, ендосомах.